# Newtonia (plante)
Pour les articles homonymes, voir Newtonia (homonymie).
Genre
Newtonia est un genre de plantes à fleurs dicotylédones de la famille des Fabaceae, sous-famille des Mimosoideae, originaire d'Afrique, qui comprend 16 espèces acceptées.

## Liste d'espèces
Selon The Plant List (27 juillet 2017) :
- Newtonia aubrevillei (Pellegr.) Keay
- Newtonia buchananii (Baker) G.C.C.Gilbert & Boutique
- Newtonia camerunensis J.-F. Villiers
- Newtonia devredii G.C.C. Gilbert & Boutique
- Newtonia duncanthomasii Mackinder & Cheek
- Newtonia duparquetiana (Baill.) Keay
- Newtonia elliotii (Harms) Keay
- Newtonia erlangeri (Harms) Brenan
- Newtonia glandulifera (Pellegr.) G.C.C.Gilbert & Boutique
- Newtonia grandifolia Villiers
- Newtonia griffoniana (Baill.) Baker f.
- Newtonia hildebrandtii (Vatke) Torre
- Newtonia leucocarpa (Harms) G.C.C.Gilbert & Boutique
- Newtonia paucijuga (Harms) Brenan
- Newtonia scandens J.-F. Villiers
- Newtonia zenkeri Harms

## Espèce fossile
Des vestiges fossiles (graines ailées) datant du Miocène inférieur (22-21 millions d'années), attribués à une espèce du genre Newtonia ont été découverts en 2012 en Éthiopie (pays dont le genre Newtonia est actuellement absent).
Cette espèce a été nommée Newtonia mushensis Pan, Currano, Jacobs, Feseha, Tabor et Herendeen sp. nov.. L'épithète spécifique « mushensis » fait référence au site dans lequel ces fossiles ont été découverts, la vallée de Mush.